# Schloss Amtzell

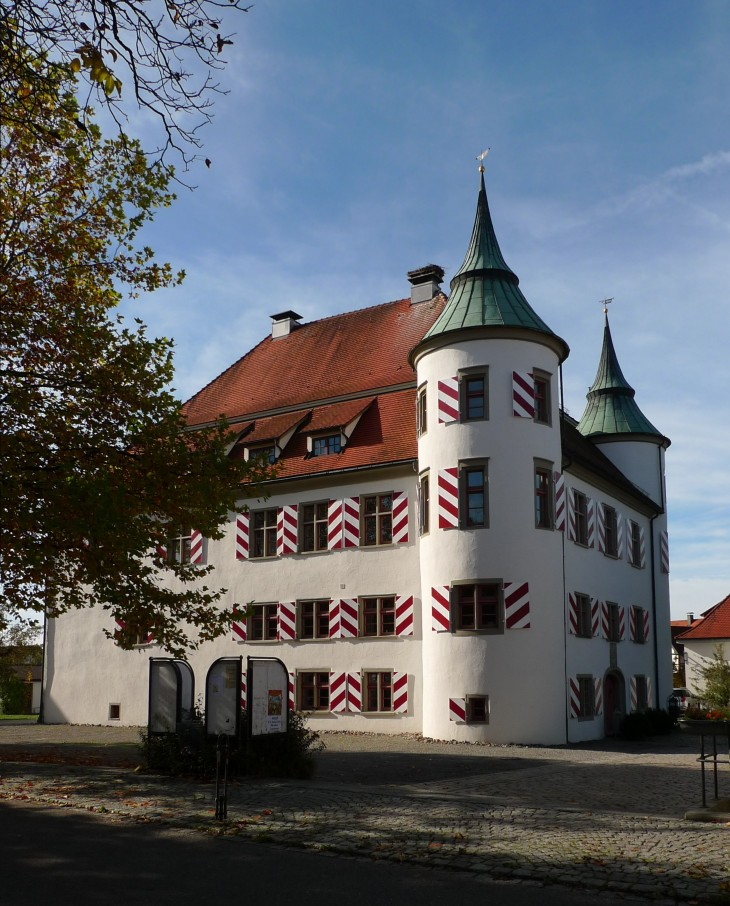
Außenansicht des Schloss Amtzell

Schloss Amtzell, auch Altes Schloss Amtzell genannt, ist ein in Amtzell im Landkreis Ravensburg gelegenes Schloss.

## Geschichte
Um 1370 begannen Bauarbeiten zu einer Burg, die aus einer Holzkonstruktion bestand und auf einem steinernen Fundament errichtet wurde. Um 1460 entstand der südliche Teil der Burg. Hans von Amtzell baute diese ab 1520 zu einem Schloss um, wobei er einen Anbau erstellte und zwei Türme daran setzte. Im Rahmen der bis 1600 dauernden Arbeiten wurde auch der Innenhof überdacht. Zwischen 1752 und 1754 wurde das Schloss unter Johann Maria Carl Josef Freiherr Reichlin von Meldegg vom Barockbaumeister Johann umgestaltet und erhielt ihr heutiges Aussehen. Im Jahr 1839 erwarb die Gemeinde Amtzell das Schloss, die es zunächst als Schule und später für die Gemeindeverwaltung nutzte. Hierfür wurde das Innere im 19. Jahrhundert komplett verändert.